# Marian Cycoń
Marian Adam Cycoń (ur. 17 lipca 1940 w Barcicach Dolnych, zm. 20 listopada 2020 w Nowym Sączu) – polski polityk i samorządowiec, prezydent Nowego Sącza, burmistrz Starego Sącza, poseł na Sejm III i VII kadencji.

## Życiorys
W 1968 ukończył studia na Wydziale Humanistycznym Wyższej Szkoły Pedagogicznej w Gdańsku. W latach 1975–1978 pracował w Urzędzie Wojewódzkim w Nowym Sączu. Następnie w okresie od 1979 do 1988 pełnił funkcję naczelnika w Piwnicznej. W okresie PRL należał do Polskiej Zjednoczonej Partii Robotniczej. W latach 1988–1990 był prezydentem Nowego Sącza. Następnie do 1995 pełnił funkcję wiceprezydenta tego miasta.
Od 1995 do 1998 był burmistrzem miasta i gminy Stary Sącz. Powrócił na ten urząd w wyniku wyborów bezpośrednich w 2002, a następnie uzyskiwał reelekcję w 2006 i w 2010 – za każdym razem był wybierany w pierwszej turze głosowania. Do grudnia 2011 był wykładowcą w Małopolskiej Wyższej Szkoły w Brzesku.
W latach 1997–2001 był również posłem na Sejm III kadencji z okręgu nowosądeckiego, mandat uzyskał jako bezpartyjny kandydat z listy Unii Wolności. W 2001 nie ubiegał się o reelekcję. W 2005 bez powodzenia kandydował do Senatu z własnego komitetu. W 2006 miał startować do sejmiku małopolskiego z listy Platformy Obywatelskiej, ostatecznie wycofał się już po rejestracji list wyborczych i zdecydował na ubieganie się wyłącznie o stanowisko burmistrza Starego Sącza. W 2011 został bezpartyjnym kandydatem PO do Sejmu w wyborach parlamentarnych w okręgu nowosądeckim. Uzyskał mandat posła VII kadencji, otrzymując 10 678 głosów. Nie kandydował w kolejnych wyborach w 2015.
W 2009 został uhonorowany przez biskupa tarnowskiego Wiktora Skworca złotym medalem „Dei Regno Servire  – Bożemu Królestwu Służyć”.
W 2020 odznaczony pośmiertnie Krzyżem Oficerskim Orderu Odrodzenia Polski.
Pochowany na cmentarzu w Barcicach.

## Życie prywatne
Był synem Bartłomieja i Anny. Żonaty z Marią, miał córkę i syna.